# 富士山せせらぎ広場
富士山せせらぎ広場（ふじさんせせらぎひろば）は静岡県富士宮市にある広場である。
富士宮駅北口を出てそのまま西に約650メートルほど進んだ場所に位置する。かつては無料駐車場を備えており、観光客用に無料で提供されている。手洗い場や水飲み場、トイレなども完備されている。富士山本宮浅間大社の御鎮座1200年を記念し建設された。
静岡県富士山世界遺産センター建設のため、平成28年3月31日をもって駐車場は閉鎖された。代替駐車場として付近に神田川観光駐車場が整備された。

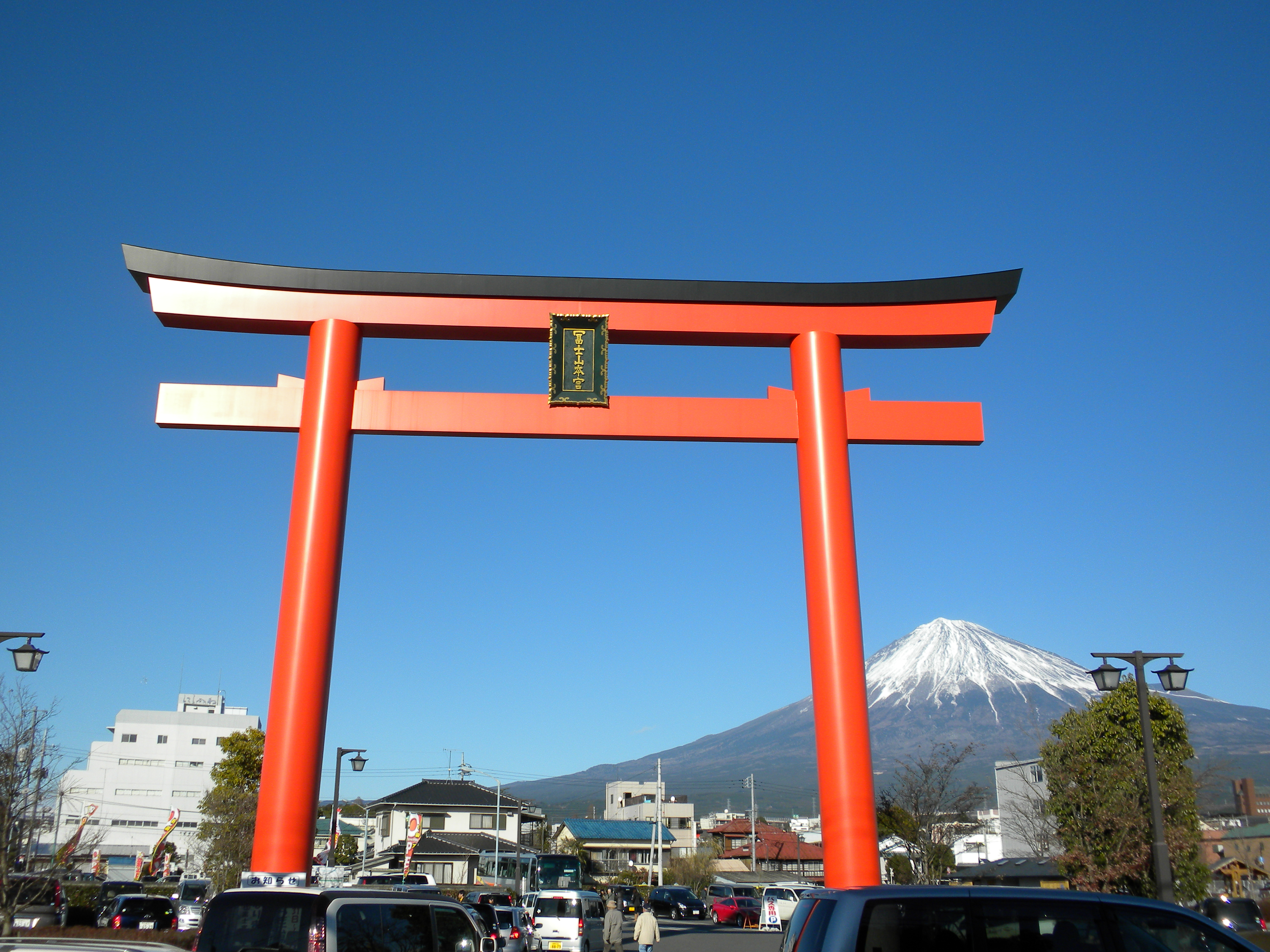
大鳥居

## 概要
入口には富士山本宮浅間大社の大鳥居があり、この広場のシンボルとなっている。高さ16mにもおよび、富士山本宮浅間大社の鳥居の中では、富士山本宮浅間大社の本宮および奥宮（富士山頂上）の鳥居を含めても最大の大きさである。また、端の方には神田川が流れている。

## アクセス
- 東海旅客鉄道（JR東海）富士宮駅から徒歩5分
- 東名高速道路富士IC→西富士道路→静岡県道414号富士富士宮線